# Briciole filosofiche
("Morale" di Søren Kierkegaard a conclusione dell'opera Briciole filosofiche)
Briciole filosofiche, in danese Philosophiske Smuler eller En Smule Philosophi, è una delle principali opere del filosofo danese Søren Kierkegaard firmata con lo pseudonimo Johannes Climacus. Il titolo completo dell'opera in italiano è: Briciole filosofiche, cioè una filosofia in briciole (o come traducono altri autori: Briciole filosofiche ovvero Un poco di filosofia), titolo volutamente polemico contro il "sistema" idealistico della filosofia di Hegel. Come fa notare infatti il docente e filosofo italiano Umberto Regina «I due termini semplicemente accostati stanno a dire che se anche la quantità è poca, la qualità è tutto: è filosofia, appunto. Kierkegaard si sottrae alla logica dell'identità per valorizzare il pensiero della differenza». Il titolo pensato in origine da Kierkegaard doveva essere Presupposti apologetici della dogmatica, cioè approssimazioni del pensiero alla fede. Ad avviso di alcuni filosofi, l'opera si colloca fra la filosofia della verità e la teologia della salvezza. Come asserisce il filosofo italiano Salvatore Spera, studioso del filosofo danese, con questa opera Kierkegaard pone l'uomo, con un'ipotesi provocatoria, «di fronte alla drammatica possibilità di accettare o rifiutare il mistero salvifico, la trasparenza (autopsia) della fede o la disperazione».

## Struttura dell'opera
L'opera, a parte una prefazione, è strutturata in cinque principali capitoli con alcuni appendici ed interludi. A chiusura dell'opera, poche righe, in cui il filosofo riassume la Morale dell'opera.
- Prefazione
- I. Progetto ideale
- II. Dio come maestro e salvatore (un esperimento poetico)
- III. Il paradosso assoluto (un capitolo metafisico)
  - Appendice: Lo scandalo del paradosso (una illusione acustica)
- IV. La situazione del discepolo contemporaneo
  - Interludio: Il passato è più necessario del futuro?
  - Appendice: Applicazione
- V. Il discepolo di seconda mano

## Riassunto dell'opera

### Prefazione
(S. Kierkegaard)
Una prefazione, quella di Kierkegaard, molto ironica contro la filosofia di Hegel: citando il Bellum Iugurthinum dello storico e politico romano Gaio Sallustio Crispo, Kierkegaard asserisce nella sua prefazione che con il saggio che si accinge a scrivere (Briciole filosofiche), non si metterà a servire il sistema come Sallustio. Quello che sta per scrivere infatti è soltanto «un saggio proprio Marte, proprio auspiciis, proprio stipendio», quindi libero da condizionamenti. Fra tanta gente indaffarata, lui vuole assomigliare a Diogene di Sinope che pur di far qualcosa, quando la città di Corinto era sotto assedio, mentre altri preparavano armi e fortificavano le mura, lui agitava «il suo berretto avanti ed indietro per le strade». E così come a nessuno poteva mai venire in mente di considerare Diogene un salvatore o benefattore della città, a nessuno sarebbe venuto in mente di dare al suo saggio «un significato universale» o di ritenere il suo autore (ovvero Kierkegaard stesso) nella città di Copenaghen l'atteso sistematico Salomon Goldkab.
Kierkegaard scrive: «la mania urlante di una superiore pazzia, il cui sinonimo è l'urlo convulso, e le parole sono: era, epoca, era ed epoca, epoca ed era, sistema [...] mentre il concetto come un giocoliere in questo tempo di fiera ogni momento deve saltare come un cane addestrato: finché non salta l'uomo». Ma il suo saggio, si augura il filosofo, sarà ben lungi da una situazione simile, un tale «rumoroso fanfarone» non dovrebbe distogliere il suo lettore dall'osservare se nel suo saggio ci sia qualcosa di utile di cui può servirsi. Il suo saggio non è annunciato da rulli di tamburi e «il suo autore è il meno di tutti incline a suonare l'allarme». Qual è invece la sua opinione (ovvero quella di Kierkegaard stesso) sul saggio? Nessuno la chiede lamenta il filosofo, ma è questa: Lui che è stato formato e si forma per essere sempre in grado «di danzare leggero al servizio del pensiero, per quanto possibile a gloria di Dio e per il mio piacere personale, rinunciando alla felicità domestica, alla rispettabilità civile, alla communio bonorum (comunione dei beni) e alla condivisione del piacere di avere un'opinione». Riceverà una ricompensa per questo? Kierkegaraad è certo di una cosa, se ricompensa meriterà, la riceverà senza dubbio:
(Briciole filosofiche, p. 56)
Inoltre, vuole forse creare una "corrente di pensiero" con questo saggio? Assolutamente no! Kierkegaard spiega: «se qualcuno volesse essere così gentile da ritenere che io ho un'opinione, [...] fino ad assumere questa opinione perché mia, mi spiace per la sua cortesia, perché la rivolge ad un oggetto che non se lo merita e per la sua opinione, se non ne ha una diversa dalla mia: io posso giocare la mia vita, posso scherzare con tutta serietà con la mia vita, ma non con quella di un altro [...] non ho un insegnamento da offrire. Non ho che la mia vita e la impegno subito, ogni volta che una difficoltà si presenta. Allora la danza è facile perché il pensiero della morte è un bravo ballerino; il mio ballerino, gli uomini sono per me troppo pesanti. Perciò, vi prego, per deos obsecro nessuno venga ad invitarmi a ballare perché io non ballo»

### Proposizione
- Capitolo I - Progetto ideale

A
Un problema socratico è stato: «Fino a che punto si può insegnare la verità? [...] fino a che punto si può insegnare la virtù? Perché la virtù, a sua volta, è determinata come intelligenza (cfr. Protagora (dialogo), Gorgia (dialogo), Menone (dialogo), Eutidemo (dialogo))»
«Se la verità può essere insegnata, bisogna presupporre che non esiste, e quindi se deve essere insegnata, bisogna cercarla.» La difficoltà sulla quale lo stesso Socrate si espresse consisteva proprio in questo: «È impossibile che un uomo possa cercare quello che sa, e allo stesso tempo, è impossibile cercare quello che non sa; perché quello che non sa non può cercarlo in quanto non lo sa, e quello che non sa, non può cercarlo proprio perché non sa quello che deve cercare»
Socrate risolve il problema con "il ricordo": «ogni insegnare e cercare è soltanto un ricordare», ad avviso dell'antico filosofo greco chi non sa deve solo risvegliare la sua memoria, per cui da solo, prende coscienza del suo sapere. La verità non viene quindi introdotta in lui, ma era già in lui. Ad avviso di Kierkegaard, «Socrate era un ostetrico esaminato da Dio stesso [...] In una prospettiva socratica, tutti i punti di partenza nel tempo sono eo ipso qualcosa di accidentale, evanescente, un'occasione» per cui un maestro non è di più e la sua dottrina e insegnamento non danno, piuttosto sottraggono. Nella considerazione socratica ogni uomo è centro di se stesso e il mondo intero ha in lui l'unico centro, perché la conoscenza che egli ha di se stesso è conoscenza di Dio». La concezione di Socrate, ad avviso di Kierkegaard, era «che ogni uomo dovrebbe comprendere se stesso e in forza di ciò il suo rapporto con il singolo, sempre, allo stesso tempo, con umiltà e fierezza» Ragion per cui Socrate si considerò come maestro un'"occasione" al contrario degli uomini del tempo di Kierkegaard. Il filosofo danese è grato a Socrate per avergli fatto capire che la verità era in effetti in lui stesso ed è uscita da lui, una verità che nemmeno Socrate, secondo l'insegnamento e la dottrina del filosofo greco, poteva comunicargli.
Mentre Kierkegaard si dichiara entusiasta del suo rapporto "storico" con Socrate e Prodico, ammette che tale rapporto non concerne, invece, il fine della sua salvezza eterna «perché questa è data prevalentemente attraverso il possesso della verità che io ho fin dal principio, senza saperlo».
Il punto di partenza nel tempo, secondo Kierkegaard, non è niente: «perché nello stesso istante in cui scopro che io dall'eterno ero a conoscenza della verità senza sapere di averla, nello stesso momento quell'istante è avvolto dall'eterno, racchiuso in esso in modo che io, per così dire, non posso neppure trovarlo, anche se lo cercassi, perché non c'è un qui o lì, ma solo un ubique et nasquam »
B
Ma se le cose dovessero stare diversamente, nota Kierkegaard, «il momento nel tempo» dovrebbe avere una decisiva importanza «in modo che io non posso mai dimenticarlo né nel tempo né nell'eternità in quanto l'eterno che prima non era, ha incominciato ad essere in questo istante». Ciò premesso, si pone quindi il problema: «se la verità può essere insegnata».
a) La situazione precedente
Come si può cercare la verità, se secondo Socrate, la si abbia o no, «è comunque impossibile» ? Il problema veniva superato da Socrate con l'asserzione che ogni uomo ha la verità. «Lo spiegava (Socrate), appunto in questo modo e abbiamo visto cosa ne seguiva riguardo al momento. Ora, perché questo abbia un'importanza decisiva, è necessario che chi cerca non abbia avuto fino a questo momento la verità, neppure in forma di nescienza, altrimenti si tratta solo di momento-occasione». Anzi ad avviso di Kierkegaard, questi, non deve essere nemmeno quello che cerca «perché è così che esprimiamo la difficoltà quando non vogliamo spiegarla in modo socratico. Egli dunque deve essere determinato come fuori della verità (non come uno che va verso di essa, come il proselito, ma come uno che se ne allontana) o come uno che è nell'errore». Se questi è nell'errore, come può essere aiutato a ricordare ciò che in effetti non ha capito e neppure conosce?
b) Il maestro
«Se il maestro deve essere per il discepolo l'occasione di ricordare, allora egli non può aiutarlo a ricordare che egli in realtà conosce la verità perché il discepolo è veramente nell'errore. Ciò che il maestro può costruire occasione di ricordare è che egli è nell'errore. Ma con questa presa di coscienza il discepolo è proprio escluso dalla verità più di quanto non sapeva di essere nell'errore». Il discepolo grazie al ricordo suscitato dal maestro e tornando in sé «non scopre che prima conosceva la verità, bensì che è nell'errore» Rispetto a questa presa di coscienza, si applica il principio socratico secondo il quale «il maestro è soltanto un'occasione chiunque egli sia, fosse pure Dio; perché il mio proprio essere nell'errore io non posso scoprirlo che da me stesso, perché solo quando so lo scopro, è chiaro, non prima, anche se il mondo intero lo sapesse»
Se il discepolo deve ricevere la verità è il maestro stesso che deve portargliela stabilendo anche la condizione per comprenderla perché se fosse invece il discepolo a stabilire tale condizione per la comprensione della verità «allora non avrebbe bisogno che di ricordare. Infatti la condizione per comprendere la verità equivale a poter porre il problema su di essa, condizione e problema contengono il condizionato e la risposta (se così non fosse, il momento dovrebbe essere inteso soltanto in senso socratico). Ma colui che dà al discepolo, oltre la verità anche la condizione, non è il maestro. Ogni insegnamento si basa, in fondo, sul fatto che si dà la condizione; se questa manca, il maestro non può fare niente, perché, altrimenti, egli non deve solo istruire il discepolo ma anche crearlo prima di incominciare ad istruirlo». La conclusione della "filosofia della verità" kierkegaardiana è: Nessun uomo può fare questo, nessun insegnante umano, ma solo Dio, è Dio che crea il discepolo e dà la condizione per capire la verità e siccome il momento deve avere un'importanza decisiva, il discepolo deve essere senza condizione «cioè privo d'essa» e questo non per intervento divino, spiega Kierkegaard, ma perché è il discepolo lo vuole e ha fatto di suo iniziativa e volontariamente quella scelta. Dio stesso è il maestro, «agendo come occasione fa ricordare al discepolo che egli è nell'errore», errore di cui è personalmente colpevole. Errore che Kierkegaard identifica e chiama: peccato . È Dio quindi il maestro, il Salvatore, il Redentore, il Riconciliatore, il Giudice che dà sia la condizione che la verità. Il momento deve avere anch'esso un nome particolare, ad avviso di Kierkegaard, si deve chiamare: la pienezza del tempo. Un chiaro riferimento al versetto biblico di Paolo nella di Galati (capitolo 4 versetto 4) che ad avviso del filosofo Salvatore Spera, curatore dell'opera Briciole Filosofiche «sottolinea la densità cristologica della categoria kikegaardiana del momento»
c) Il discepolo
Il discepolo, è nell'errore, ma «ora ottiene la condizione e la verità, non diventa uomo per la prima volta, perché già lo era, ma diventa un altro uomo [...] di un'altra qualità, [...] possiamo anche chiamarlo un uomo nuovo». Quindi il discepolo deve innanzitutto volere essere liberato o slegato dai lacci del suo errore, il suo cammino deve cambiare direzione e convertirsi, quindi siccome ha coscienza del suo peccato, lascia con dolore lo stato di prima per assumerne uno nuovo. Kierkegaard chiama questo dolore: pentimento, infatti spiega «Poiché egli era nell'errore e ora con la condizione riceve la verità, avviene in lui un cambiamento, come dal non essere all'essere». Questo passaggio dal non essere all'essere è per il filosofo danese la nascita con la quale quel discepolo viene al mondo nuovamente, ma siccome quel discepolo è già esistente non dovrebbe essere generato, e invece no, lui è generato, con il passaggio che Kierkegaard chiama rinascita : «Come colui che, avendo con la maieutica socratica, generato se stesso, dimentica ogni altra cosa al mondo e in un senso più profondo non deve nulla a nessuno», così colui che rinasce "di nuovo" non deve nulla a nessuno, ma deve tutto solo a Dio, al divino e misericordioso maestro. Il filosofo introduce quindi l'elemento decisivo che è il momento spiegando che «nel momento egli [il discepolo] prende coscienza di essere nato, perché il suo stato precedente, al quale non può riferirsi, era proprio quello di non essere. Nel momento egli prende coscienza della sua rinascita perché il suo stato precedente era appunto quello di non essere. Se il suo stato precedente fosse stato di essere, allora in nessuno dei casi il momento avrebbe avuto un'importanza [...] ». È qui, che Kierkegaard esordisce, affermando che proprio questo sarà il suo progetto e il fine del suo saggio, anche se alcuni possono giudicarlo il progetto di un pazzo: «Sarebbe infatti assurdo pretendere da un uomo di scoprire da sé che egli non esisteva. Ma questo è il passaggio della rinascita dal non essere all'essere».

### Dio come maestro e salvatore
Capitolo II - Un esperimento poetico
(Kierkegaard su Socrate, Briciole filosofiche, p. 76)
Kierkegaard all'inizio di questo secondo capitolo, prende ad esempio, un grande maestro che tiene in grande considerazione: Socrate. Ma Socrate, osserva il filosofo danese, non fu sempre maestro. Lui visse come Socrate, «quando in età matura ha sentito una chiamata interiore, un impulso» incominciò ad insegnare agli altri. Solo quando giunse il «momento opportuno» si presentò «come il maestro Socrate».
Il rapporto di Socrate, ovvero del maestro, è stato sempre allo stesso modo autopatico e simpatetico. Quel maestro, per il suo insegnamento, non volle né onori, né denaro né cariche onorifiche, «perciò giudicava con la irremovibilutà di un morto». Kierkegaard osserva che Socrate fu sobrio, al contrario di quanto accadeva nel suo tempo, «quando il denaro non basta e la corona non risplende abbastanza per compensare la magnificenza dell'insegnamento». Un tempo che il filosofo, osserva, aveva "il positivo", cosa che mancava a Socrate. Ma questa mancanza non influenzò il rapporto di Socrate con i suoi discepoli. Socrate che amava la divinità puniva se stesso con la stessa divina gelosia con la quale puniva gli altri. Il filosofo quindi è critico verso l'atteggiamento "non socratico" mostrato dai maestri del suo tempo: «ognuno va al di là di Socrate, sia nella stima di se stesso che nella cura del discepolo, sia nella disponibilità ai rapporti umani che nel piacere dei panni caldi dell'ammirazione».
Dio, al contrario della filosofia socratica, non ha bisogno di nessun discepolo che l'aiuti a capire se stesso, «nessuna occasione può determinarlo in modo che l'occasione abbia lo stesso peso della risoluzione». Inoltre per "muovere se stesso" non ha bisogno di «nessun bisogno» e quindi, nessuna necessità. Quello che determina il suo movimento è solo ed unicamente "l'amore" e questo «non trova la soddisfazione nel suo bisogno fuori di sé ma in sé. La sua risoluzione, che non sta in un rapporto di reciprocità equivalente con l'occasione deve essere eterna anche se, realizzata nel tempo, diventa punto il momento; perché l'occasione e l'occasionato si corrispondono in perfetta reciprocità come l'eco al grido nel deserto, lì non si mostra il momento ma il ricordo lo inghiotte nella sua eternità. Il momento appare precisamente nel rapporto di una decisione eterna con un'occasione non proporzionata.» Dio quindi prende dall'eternità questa decisione, ed è l'amore «il fondamento» ed «il fine» di essa, perché nota Kierkegaard sarebbe una contraddizione «che Dio per muoversi avesse un motivo e uno scopo che non si identificasse con lui».
(Briciole filosofiche, p. 79)
Nonostante questo amore è da parte di Dio mostrato allo scopo di conquistare il discepolo, questo amore è allo stesso tempo «fondamentalmente infelice» per l'enorme diversità che caratterizza le due parti. Nel mondo, osserva il filosofo, si parla molto di "amori infelici" riferito ad amanti che non riescono a ricongiungersi. Ma questo rapporto divino-umano non può rientrare nelle esemplificazioni dei rapporti umani, «nessun rapporto umano può rappresentare una valida analogia», infatti «l'infelicità non sta nel fatto che gli amanti non possono ricongiungersi», bensì nel fatto «che non riescono a capirsi». Una infelicità quindi ben più profonda, che arriva al cuore. L'amore di questo rapporto inoltre è per qualità molto diverso dal rapporto fra "soli" umani, per Kierkegaard: «L'amore è esultante quando unisce ciò che è uguale, ma trionfante quando rende uguale nell'amore ciò che era diverso». Dio però, secondo il filosofo, colma questa diversità proprio per il fatto che lui per prima ama, ama il discepolo. L'amore quindi diventa "infelice" solo se è il discepolo a rifiutare l'amore di Dio, è quindi colpa del discepolo se non recepisce l'amore di Dio.
A
«All'unione si arriva quindi con una elevazione». Dio innalza il discepolo al suo stesso grado, lo circonda di onore e di gioa. Ma il discepolo da parte sua deve «dimenticare se stesso».
B
Per stabilire «l'unicità», Socrate è ancora un esempio che ci aiuta a capire il rapporto Dio-uomo. Socrate infatti per amore del discepolo (e per conquistarlo) si mostrava "ignorante", ciò nonostante, Kierkegaard fa notare che non si trattava di un amore "bugiardo", perché fingendo l'ignoranza, Socrate lasciava il discepolo nella convinzione che veramente gli dovesse qualcosa. Lo scopo di quel maestro, invece, verteva ad aiutare il discepolo nel "ritrovarsi", nel ritrovare se stesso. Lo stesso dicasi per l'amore di Dio, non verte solo ad aiutare il discepolo, bensì a "generarlo" o meglio a "rigenerarlo" che è:
(Briciole filosofiche, p. 85)
Il discepolo deve tutto a Dio, «ed è proprio questo che rende la comprensione così difficile». Infatti come è compressibile che il discepolo deve tutto ed è ridotto a nulla, eppure non è «annientato»? Come mai, deve tutto a Dio e nello stesso tempo questo discepolo è «libero»? (Kierkegaard cita qui un passo biblico per cui la verità rende liberi).Il massimo che un uomo può fare nei confronti di un altro uomo, è quello di aiutalo ad essere generato, ma l'unico che genera è solo e unicamente Dio, «il cui amore è generante».
(Briciole filosofiche, p. 86)
Qui Kierkegaard introduce in tema, per cui è maggiormente conosciuto, e spesso confuso: l'esistenza.
(Briciole filosofiche, p. 86)
Come Socrate non faceva distinzioni di alcuna sorte nelle frequentazioni dei suoi discepoli, lo stesso Dio. Come può Dio fare distinzione alcuna? Anzi l'amore di Dio, secondo il filosofo, va oltre: Dio diventa servo di "qualsiasi" discepolo che vuole conquistare.

### Il paradosso assoluto
Capitolo III - Un capriccio metafisico
(Briciole filosofiche, p. 92)
« [...] il supremo paradosso del pensiero: voler scoprire qualcosa che esso non può pensare». "Il paradosso" è un altro tema fondamentale nella filosofia kierkegaardiana, associato qui in Briciole al tema principale della sua filosofia, ovvero quello dell'"esistenza". Il filosofo rileva che questa passione è presente in ogni espressione del pensiero anche «in quella del singolo, in quanto nel pensiero egli non è semplicemente se stesso. Ma per l'abitudine non ci si fa caso.» I naturalisti definiscono "un continuo cadere" il cammino dell'uomo. Ma questo modo di ragione non è probabilmente esagerato? Immaginate il signore che in maniera ripetitiva si reca ogni giorno al suo lavoro e poi torna regolarmente a casa. Difficilmente costui si sarà accorto che è caduto più volte e si è rialzato, in quanto il suo modo di agire è stato: «la mediazione». Per spiegare, Kierkegaard si richiama alla filosofia greca, con la presupposizione «di sapere cosa è l'uomo». «Come il paradosso dell'amore. Mentre l'uomo vive indisturbato in se stesso, nasce il paradosso dell'amor proprio come amore per un altro, per qualcosa che gli manca». Secondo il filosofo danese, l'amor proprio è alla base di ogni altro tipo di amore: «l'amor proprio è al fondo, o va in fondo ad ogni amore», per cui conclude, che una religione dell'amore dovrebbe presupporre una condizione unica ed essenziale: «amare se stessi per poi ordinare di amare il prossimo come se stessi».
Esiste però una realtà sconosciuta contro la quale, la ragione nella sua passione paradossale, cozza: ciò che non si conosce. Questa "non conoscenza" mette in crisi anche la conoscenza che l'uomo ha di se stesso. «Allora questo sconosciuto chiamiamolo Dio», un nome semplicemente convenzionale, precisa Kierkegaard.
A questo punto della sua opera, il filosofo cristiano, ragiona sul paradosso assoluto. È "dimostrabile" questo Dio sconosciuto? Può la ragione provare la sua esistenza? Perché sia l'"esistenza" che la "non esistenza" di Dio è indimostrabile? Kierkegaard, come osserva Salvatore Spera, fa «la sua prova ontologica» mentre respinge i preambula fidei.
(Kierkegaard, pp. 95-96)
Quindi, Kierkegaard continua con l'asserire che non esiste una dimostrazione di un individuo a partire dalle sue opere o imprese, perché è l'esistenza a provare quelle opere o imprese e non il contrario: Se uno volesse dimostrare l'esistenza di Napoleone, a partire dalle imprese di Napoleone, «sarebbe il colmo della stranezza» perché? «perché è la sua esistenza che spiega le imprese, e non le imprese la sua esistenza, a meno che io non abbia previamente compreso il termine sua in modo da supporre che egli esiste». Ma mentre fra Napoleone e le sue imprese non esiste un rapporto assoluto (perché Napoleone è soltanto un singolo e anche un altro avrebbe potuto compiere quelle stesse imprese), tra Dio e la sua opera esiste un rapporto assoluto. Dio, rileva Kierkegaard, «non è un nome ma un concetto; forse dipende da questo che in lui essentia involvit existentiam»
«Ma quali sono le opere di Dio?», chiede il filosofo. «Immediatamente le opere mediante le quali io voglio di mostrare la sua esistenza, non esistono affatto». O forse sono la sapienza della natura, la bontà o la sapienza della provvidenza? Ad avviso di Kierkegaard, questi argomenti non si prestano alla dimostrazione di Dio, come invece «le opere considerate sul piano ideale, quelle cioè, che non si manifestano immediatamente. E allora non è dalle opere che ho dimostrato ma sviluppo semplicemente la realtà ideale che ho presupposto; appoggiandomi ad essa io oso affrontare tutte le obiezioni, perfino quelle che ancora non sono state fatte». Ragion per cui, Kierkegaard conclude che questo modo di agire altro non è che supporre che Dio esiste «e che in realtà è confidando in lui che io comincio». Quindi è forse davvero impossibile dimostrare l'esistenza di Dio? Praticamente sì, a meno che, e qui Kierkegaard introduce, un altro importante termine, caro alla sua filosofia, non ci sia: un salto.
Dio e l'uomo. Può la ragione umana concepire il diverso, l'assolutamente diverso? Kierkegaard spiega: « [...] è di questo assolutamente diverso che l'uomo non ha alcun segno di riconoscimento [...] l'assoluta differenza la ragione non può neppure pensarla; infatti questa non può negare se stessa assolutamente ma si sforza di capire e trasferisce, quindi, la differenza in se stesso così come la può capire con le sue forze» (Il pensiero di Kierkegaard qui è riportato da una nota di Spera nei Papirer del filosofo: La ragione è l'organo della mediazione, la fede della differenza assoluta, qualitativa - Papirer, III A 211).
(Kierkegaard, pp. 103-04)
Kierkegaard conclude che la gran differenza è: il peccato!, questa è la differenza assoluta imputabile solo all'uomo. La coscienza del peccato che nessun uomo è in grado di insegnare agli altri, né gli altri a lui ma che solo Dio come maestro può insegnare.

### Appendice
Lo scandalo del paradosso - Una illusione acustica
Un confronto è felice, esordisce Kierkegaard, se il paradosso e la ragione «si affrontano nella comprensione reciproca della loro diversità». Infelice, è invece tale rapporto, se non avviene in tale comprensione, un amore infelice della ragione, che il filosofo chiama (altro termine caro alla sua filosofia): scandalo. Ogni scandalo inoltre è "sofferente"
Personalizzando questa condizione (lo scandalo), Kierkegaard asserisce che lo scandalo, ogni scandalo, è paziente. «Anche l'uso linguistico mostra che ogni scandalo è paziente. Si dice che si è scandalizzati e questo indica soprattutto lo stato, ma nello stesso senso, si usa l'espressione subire uno scandalo (identità di agente e paziente)» Il termine greco, rileva in una nota dell'opera Kirkegaard significa appunto subire un urto. «Qui il movimento si mostra chiaramente: non è lo scandalo che urta, ma lo scandalo che subisce l'urto, dunque in modo paziente, anche se così attivo da essere lui a riceverlo. Perciò non è la ragione ad aver scoperto da sé lo scandalo; perché l'urto paradossale, come lo spiega la ragione isolata, non scopre né il paradosso né lo scandalo. [...] lo scandalo non comprende se stesso ma è capito dal paradosso. Mentre perciò lo scandalo, comunque si esprima risuona da un'altra parte, anzi dalla parte opposta, è il paradosso che risuona in esso, e questa è una illusione acustica». Lo scandalo spiega Kierkegaard non è inventato dalla ragione, altrimenti la ragione avrebbe scoperto anche il paradosso; quindi è con il paradosso che nasce lo scandalo.
A questo punto Kierkegaard risponde a domande di una fittizia conversazione con un suo ipotetico lettore. Sa che tale lettore potrebbe accusarlo di «sofisticare» su questi temi, potrebbe anche accusarlo che le espressioni che Kierkegaard mette in bocca al paradosso, non sono proprio sue, che non gli appartengono. Kierkegaard risponde a queste ipotetiche accuse in questo modo: «E come potrebbero appartenermi, se appartengono al paradosso?». Certo, ammette Kierkegaard, sono espressioni che appartengono a Tertulliano, Hamann, Lattanzio, Shakespeare (anche Re Lear e a Lutero. Mentre Kierkegaard ammette di aver usato espressioni di questi autori, rileva: «Certo, me ne rendo perfettamente conto; ma vuoi dirmi se tutti costoro hanno parlato di un rapporto tra il paradosso e lo scandalo? ». Quindi asserisce che lo scandalo ha un merito: « [...] quello di rendere più chiara la differenza perché in quella felice passione, alla quale non abbiamo ancora dato un nome, la differenza si intende molto bene con la ragione».

### La situazione del discepolo contemporaneo
Capitolo IV
(Kierkegaard)
Un discepolo che è stato testimone oculare degli avvenimenti cristiani del I secolo è avvantaggiato rispetto a un discepolo contemporaneo? La risposta a questa domanda è l'argomento del IV capitolo, cui Kierkegaard dà risposta con una serie di considerazioni:
«Immaginiamo che Dio vada per la città nella quale è apparso (quale non importa); l'annuncio della sua dottrina è la sua unica e sola ragione di vita, è lui cibo e bevanda». Insegnamento e preoccupazione del discepolo è l'occupazione sistematica del "maestro". La folla quindi si raduna, lo vede e lo sente. È forse, la folla curiosa "il suo discepolo"? chiede Kierkegaard. Assolutamente no! è la risposta del filosofo. E immaginiamo ancora che uno di quei maestri di una di quelle città si recasse di nascosto dal maestro «per misurarsi con lui nella controversia». È forse questo altro "il discepolo"? Ancora no! risponde Kierkegaard: «se la folla o quel maestro imparassero qualcosa, Dio sarebbe soltanto, in senso puramente socratico, l'occasione». Inoltre questi osservatori oculari sono in qualche modo avvantaggiati rispetto al discepolo contemporaneo (Kierkegaard lo chiama anche: "di seconda mano")? No! Né ragione, né paradosso, argomenta Kierkegaard ma "la condizione" fondamentale: la fede
(Briciole filosofiche, pp. 119-20)
Quindi non la comprensione del maestro basata sui "dati": « [...] il sapere storico è questione di memoria. Finché eterno e storico non si fronteggiano, l'elemento storico è solo l'occasione, [...] nessuna conoscenza può avere per oggetto questo assurdo che l'eterno è un fatto storico»
Credente e discepolo. Come l'allievo diventa credete e discepolo? chiede Kierkegaard. La risposta è: «Quando la ragione è messa da parte ed egli trova la condizione». E cosa condiziona questa condizione? «La sua comprensione dell'eterno». E la comprensione dell'eterno ricevuta dal maestro, ad avviso di Kierkegaard, è priva di «tutte le storie e gli strombazzamenti che egli, anche se non avesse ricevuto la condizione dal maestro, sarebbe stato ugualmente in grado di scoprire l'Incognito di Dio; che avrebbe potuto notarlo da sé, perché era preso da tanta ammirazione ogni volta che vedeva quel maestro, perché c'era qualcosa nella sua voce. nel suo aspetto, ecc. ecc. sono chiacchiere con le quali non si diventa discepoli ma unicamente si prende in giro Dio».
Quelli che furono osservatori oculari, asserisce il filosofo, non sono avvantaggiati rispetto ai discepoli contemporanei (Kierkegaard li chiama anche: "discepoli di seconda mano"). Infatti, né ragione, né paradosso, ma "la condizione" fondamentale per credere, per ambedue i tipi di discepoli è sempre e solo la stessa: la fede. È Dio, il maestro, a dare questa condizione "per vederlo", aprendo, appunto, «l'occhio della fede» al discepolo. Kierkegaard fa inoltre rilevare «che si può essere contemporanei senza essere contemporanei», perché il vero contemporaneo «è tale non in forza della immediata contemporaneità, ergo anche il non contemporaneo (inteso in senso immediato) può diventare contemporaneo mediante quel qualcos'altro mediante il quale il contemporaneo diventa il vero contemporaneo». Che la contemporaneità con "il maestro" nel primo secolo non avvantaggi quei testimoni oculari rispetto ai discepoli di "seconda mano" (ovvero tutti quelli che nei secoli dopo, non sono vissuti al tempo di Cristo), Kierkegaard, lo spiega con la citazione del passo biblico di Luca 13:26 secondo il quale ci sarebbero state persone che condannate da Dio avrebbero fatto appello proprio al fatto che lo avevano udito predicare nelle loro città, avevano mangiato e bevuto con lui, ma nonostante tutto, il maestro in quel tempo di giudizio avrebbe risposto: «non vi conosco [...] operatori di ingiustizia». Quindi ogni credente che fa le opere di Dio è il vero contemporaneo indipendentemente dal tempo in cui vive, mentre «la contemporaneità immediata può essere soltanto l'occasione».
a) « [...] occasione per il contemporaneo di avere una conoscenza storica»
b) « [...] occasione di interiorizzarsi profondamente, in modo che quella contemporaneità svanisca nel nulla di fronte all'eterno che egli ha scoperto in se stesso»
c) « [...] occasione per il contemporaneo, che è nell'errore, di ricevere da Dio la condizione di poter vedere la gloria con gli occhi della fede» (il nostro caso)
È davvero «Beato quel contemporaneo!», rileva il filosofo. Ma costui «non è (in senso immediato) un testimone, ma è contemporaneo come credente, nell'autopsia della fede». Dove la fede, precisa una nota dell'opera, il filosofo intende come Hegel (l'espressione appartiene invece a Schelling): è «la certezza interiore che anticipa l'infinito» ma «in questa autopsia, a sua volta, ogni non-contemporaneo (in senso immediato) è contemporaneo».
Quindi il discepolo di "seconda mano" ha le stesse possibilità del discepolo vissuto nel I secolo (testimone oculare delle opere del maestro). E se proprio deve, Kierkegaard è disposto a fare una sola concessione, «soltanto in un senso potrei essere tentato di dichiarare il contemporaneo (in senso immediato) più fortunato di chi appartiene alle generazioni successive», Che senso? Kierkegaard spiega che mentre il discepolo (non contemporaneo a Cristo) ha dovuto subire «le chiacchiere nocive sulla fede» accumulatesi nel corso dei secoli fino al suo tempo, il discepolo del cristianesimo originale non ha subito quel travaglio perché la fede dei contemporanei a Cristo, era mostrata in tutta la sua originalità.

### Interludio - Il passato è più necessario del futuro?
cioè, Il possibile che è diventato reale, è per ciò più necessario di prima?
Kierkegaard, in questo interludio, si rivolge al suo lettore, scusandosi del fatto che ripete le stesse riflessioni «sullo stesso argomento», ma, è un argomento che ha bisogno di riflessione si giustifica il filosofo, anche perché fa notare, in polemica con "il sistema" hegeliano, «nella filosofia contemporanea, che, come la nostra epoca, pare soffrire di una eterna distrazione perché scambia lo svolgimento per il titolo, infatti chi è stato meraviglioso e meravigliosamente grande, quanto a titoli, come la filosofia contemporanea e l'epoca contemporanea?».
1. Il divenire
«In che modo cambia ciò che diviene, cioè, qual è la mutazione del divenire? Ogni altra mutazione presuppone che ciò in cui avviene la mutazione, esista, anche se la mutazione consiste nel cessare di esistere. Non così col divenire; infatti, se ciò che diviene non resta immutato in se stesso nella mutazione del divenire, allora ciò che diviene non è questo che diviene ma un altro e il problema implica una trasmutazione di genere in quanto chi, nel caso, pone la questione, o nella mutazione del divenire rende un'altra mutazione che gli confonde il problema o si sbaglia su ciò che diviene e non è in grado, quindi, di domandare. Se un piano, mentre diviene, cambia in se stesso, non è lo stesso piano che diviene; ma d'altra parte, se rimane immutato, in cosa consiste la mutazione del divenire?»
La risposta è: che questa mutazione non avviene nell'essenza ma nell'essere dal non esserci ad essere. Infatti secondo una lunga nota del filosofo riportata nell'opera (al capitolo III sul paradosso assoluto), l'essenza è immutabile ed è nell'esistenza che avviene la mutazione.
Ogni mutazione presuppone sempre qualcosa. «Ma un tale essere che è in effetti un non-essere è proprio la possibilità, e un essere che è essere è, invece, l'essere reale, cioè la realtà, la mutazione del divenire e il passaggio dalla possibilità alla realtà.»
Ciò che è necessario può divenire? Il filosofo risponde: No! perché «tutto ciò che diviene, dimostra, proprio perché diviene, di non essere necessario, infatti l'unico che non può divenire è il necessario perché il necessario è». Ma ci sono altre ragioni portate a sostegno di questa asserzione filosofica Kierkegaardiana:
- Il divenire è una mutazione, ma ciò che è necessario non può mai cambiare perché si rapporta sempre a se stesso e si rapporta a se stesso sempre nello stesso modo.
- Ogni divenire è un patire e ciò che è necessario non può patire la sofferenza della realtà che è questa, che il possibile (non solo il possibile che rimane escluso, ma anche il possibile che è accettato) appare come nulla nel momento che diventa reale; perché, con la realtà, la possibilità è annientata.

«Nulla esiste perché è necessario, ma il necessario esiste perché è necessario o perché il necessario è. Il reale non è più necessario del possibile perché il necessario è assolutamente diverso da entrambi.(Dottrina di Aristotele sulle due specie di possibile rispetto al necessario. L'errore sta nel fatto che comincia con la proposizione: tutto ciò che è necessario è possibile. Per evitare di affermare ciò che è contraddittorio, anzi autocontraddittorio, sul necessario, egli ricorre a due specie di possibile, anziché seguire l'errore della sua prima proposizione, perché il possibile non si può predicare del necessario).»
La mutazione del divenire è la realtà, un passaggio nota il filosofo che avviene nella libertà. Nessun divenire è quindi necessario «né prima di divenire, altrimenti non potrebbe divenire, né dopo essere divenuto, perché allora non sarebbe divenuto». Ogni divenire avviene nella libertà e non quindi per necessità; «nulla di ciò che diviene, diviene per una ragione ma tutto per una causa», causa osserva il filosofo che agisce liberamente.
2. La realtà storica
«Tutto ciò che è divenuto è eo ipso storico», infatti il predicato storico decisivo che si può dire è: che è divenuto. Il presente che confina con il futuro non si può definire storico perché non è ancora divenuto storico, quindi solo il passato è l'unica realtà storica. Solo l'eterno nella sua perfezione, non ha storia e tuttavia è presente anche senza avere storia.
3. Il passato
Ciò che è accaduto non può essere rifatto ancora, né si può cambiare, è immutabile! «È questa la immutabilità della necessità?» chiede Kierkegaard. L'immutabilità del passato è introdotta con la mutazione del divenire anche se «tale immutabilità non esclude ogni mutazione. [...] Se si vuole ritenere necessario il passato, si finisce per dimenticare che esso è divenuto; ma tale dimenticanza deve essere, forse, necessaria?». Il filosofo fa notare che ciò che è accaduto è accaduto e nel modo in cui l'avvenimento si è verificato è immutabile, «ma è questa l'immutabilità della necessità?»
(Kierkegaard, p. 140)
Per cui il passato è accaduto: «il divenire è la mutazione della realtà mediante la libertà». Kierkegaard fa notare che se il passato fosse divenuto necessario, «non apparterrebbe più alla libertà. La libertà stessa sarebbe un'illusione e il divenire anche; la libertà sarebbe un sortilegio e il divenire un falso allarme».
4. La comprensione del passato
La realtà storica, (che sia da un anno o un giorno) di per sé è sempre passata, «e in quanto passato ha una realtà, certamente e sicuramente è accaduto; ma proprio il fatto che sia accaduto costituisce, di rimando, la sua incertezza in grado di impedire sempre che si concepisca il passato come se dall'eternità fosse stato sempre così. [...] Il passato non è necessario per il fatto che è avvenuto; non è diventato necessario col fatto che diviene (una contraddizione) e tanto meno diventa necessario attraverso la comprensione di qualcuno. (La distanza temporale fa sì che il senso spirituale si inganni come la distanza spaziale dà luogo all'illusione sensoriale. Il contemporaneo non vede la necessità di ciò che sta divenendo, ma quando tra l'avvenimento e colui che vi riflette si interpongono dei secoli, questi ne avverte la necessità come chi, per la distanza, percepisce tondo ciò che è quadrato). Se il passato diventasse necessario nella comprensione, esso acquisterebbe ciò che la comprensione ha perduto perché ha capito qualcos'altro, ciò che sarebbe una cattiva comprensione. Se ciò che è compreso cambia nella comprensione, la comprensione si trasforma in un fraintendimento»
La conoscenza del presente non dà al presente nessun carattere di necessità così come, e Kierkegaard cita Boezio, una prescienza del futuro non dà nessun carattere di necessità al futuro. Lo stesso dicasi del passato, una conoscenza del passato, non dà al passato nessun carattere di necessità, «infatti, ogni comprensione, come ogni sapere, non ha nulla da dare»
La realtà storica non può essere immediatamente percepita perché ha la fluidità del divenire. Il presente nella realtà storica, invece, che ha appunto in sé il divenire, può essere invece immediatamente percepito. La percezione immediata (l'unica conoscenza possibile per lo scetticismo antico) «e la conoscenza mediata, non possono ingannare. Già da questo si vede che la realtà storica non può essere loro oggetto, perché essa ha in sé quella fluidità proprio del divenire. Rispetto a ciò che è immediato, infatti, il divenire è una realtà fluida, tale da rendere dubbia anche la realtà più sicura». Kierkegaard conclude asserendo che«il nulla del non essere e l'annientameto della possibilità che è nello stesso tempo di ogni altra possibilità». «Precisamente di questo tipo è la fede; perché nella certezza della fede è sempre presente, un quanto tolta. L'incertezza che, comunque corrisponde a quella del divenire.»
La fede quindi crede a ciò che non vede, prendendo per esempio una stella, non crede che la stella esiste perché questo si vede, ma crede che la stella sia divenuta. «Lo stesso vale per ciò che è accaduto Ciò che è accaduto può essere conosciuto immediatamente, ma che sia accaduto in nessun modo, neppure che esso accade, anche se, come si dice, sotto il naso. La fluidità di ciò che è accaduto sta nell'essere accaduto, cioè nel passaggio dal nulla, dal non essere e dal molteplice possibile come. La sensazione e la conoscenza immediata non hanno idea della incertezza nella quale la fede si accosta al suo oggetto, ma neppure della certezza che da questa incertezza scaturisce»
La sensazione e la conoscenza immediata non possono ingannare, quindi per comprendere il giusto posto della fede bisogna fare anche i conti con il dubbio. Kierkegaard colloca la questione in quanto sta alla base del scetticismo greco. E come si comportavano gli scettici greci? Kierkegaard osserva che questi scettici sospendevano il giudizio su ogni questione che implicava un dubbio. Quindi un atto di volontà, una scelta: «essi non dubitavano in forza della conoscenza ma in forza della volontà». La conseguenza, ad avviso del filosofo danese, era che il dubbio veniva tolto solo nella libertà, volontariamente, perché si «voleva dubitare». Quindi non la stupidità (hegeliana) di voler dubitare per necessità, e con questo (cosa ancora più stupida) togliere il dubbio.
Lo scetticismo greco, secondo Kierkegaard, non negava «la verità della sensazione e della conoscenza immediata» ma l'errore derivava dalla conclusione che si "tirava". Quindi bastava non tirare conclusioni per non sbagliare mai. Lo scettico greco si manteneva sempre «in suspenso», in una situazione che lui voleva, che lui liberamente sceglieva. Quindi il nocciolo della questione stava proprio nell'atteggiamento mentale.
«Anche la fede non è conoscenza ma un atto della libertà, una espressione della volontà. Essa crede al divenire ed ha tolto in se stessa l'incertezza che corrisponde al nulla del non essere; crede al così del divenuto e ha tolto in sé il possibile come del divenuto e senza negare la possibilità di un altro più certa. Ora in quanto ciò che nella fede diventa una realtà storica e in quanto realtà storica diventa oggetto della fede (l'una corrisponde all'altra) è immediatamente presente e si concepisce immediatamente, non inganna». Il contemporaneo, quindi, potrebbe benissimo impiegare i suoi occhi, ma senza tirare nessuna conclusione. Non può infatti riconoscere (nell'immediato) «che il fatto è avvenuto», né la sua necessità, «perché la prima espressione del divenire è appunto la conclusione di continuità».
La fede, ad avviso del filosofo non "conclude", non è "una conclusione" di un certo qualcosa che porta alla fede. La fede è una decisione per cui esclude ogni possibile dubbio. La fede inoltre è il contrario del dubbio anche se fede e dubbio «non sono due specie di conoscenza». Nessuno di loro, ad avviso di Kierkegaard sono «un atto cognitivo», ma due passioni opposte. La definizione di Kierkegaard sulle due "passioni" è la seguente: «La fede è il senso del divenire e il dubbio è la protesta contro ogni conclusione che voglia andare oltre la sensazione e la conoscenza immediata».
(Briciole filosofiche, pp. 150-51)
Quindi Kierkegaard conclude che in nessun momento quindi il passato diventa necessario.

### Appendice: Applicazione
«Quanto detto vale per la realtà storica immediata la cui contraddizione consiste solo nell'essere divenuto, la cui contraddizione è solo quella del divenire; perché qui ancora una volta non bisogna illudersi come se fosse più facile capire che qualcosa è divenuta dopo che è divenuta anziché prima di divenire. Ma [...] torniamo alla nostra ipotesi che Dio è stato» in rapporto alla nuda realtà storica il filosofo osserva «che non può diventare storica per la sensazione o conoscenza immediata» per ambedue le categorie ovvero né per il contemporaneo, né per coloro che appartengono a una successiva generazione, per cui, non è di nessun vantaggio l'essere immediatamente contemporanei.

### Il discepolo di seconda mano
Capitolo V
Siccome erano passati 1843 anni tra il discepolo contemporaneo (a Cristo) e la scrittura della sua opera (Briciole filosofiche), Kierkegaard chiede «di determinare chi è il discepolo di seconda mano», specificando cosa lo distingue e cosa lo accomuna dal quel discepolo contemporaneo, anche perché il filosofo si chiede se sia giusto dividere un periodo enorme di tempo in due parti, a suo avviso, disuguali ovvero il contemporaneo e colui che appartiene a una generazione successiva.
1. Il discepolo di seconda mano nella sua differenza con se stesso
(Briciole filosofiche, p. 157)
La conclusione del filosofo è che il problema del discepolo di seconda mano è in effetti essenzialmente un falso problema, e anche se fra le due categorie esistono differenze, queste in effetti non sconvolgono tutto, temi questi che saranno affrontati, come promette Kierkegaard, nei prossimi paragrafi.
a. La prima generazione di discepoli secondari
La prima generazione di discepoli secondari «ha (relativamente) il vantaggio di essere più vicina» a quella che Kierkegaard chiama «certezza immediata» e di procurarsi «un resoconto attendibile dei fatti» da persone la cui attendibilità è verificabile.
In tutti i casi "la fede" non è "nella direzione" di «una realtà puramente storica» e in tutti i casi non si diventa "discepoli" solo perché si presentano resoconti attendibili anche perché i resoconti attendibili potrebbero non essere proprio tali se l'osservatore ha visto o udito male. Ragion per cui:
(Briciole filosofiche, p. 160)
b. L'ultima generazione
L'ultima generazione nonostante sia lontana da quella che Kierkegaard chiama "scossa", ha «sotto i suoi occhi le conseguenze con le quali quel fatto deve aver sconvolto ogni cosa», ma tutto questo, ancora, non coinvolge la fede, infatti il filosofo asserisce: «non c'è nessun passaggio immediato per la fede, perché, come si è mostrato, la fede non parteggia in alcun modo per la verosimiglianza».
c. Confronto
La prima generazione di discepoli secondari, ad avviso del filosofo ha «il vantaggio che la difficoltà è lì; perché è sempre un vantaggio, una facilitazione quando la difficoltà che devo superare mi si presenta nella sua realtà. Se l'ultima generazione, nel considerare la prima la vedesse quasi soccombere dallo spavento e dicesse: " È incomprensibile perché la faccenda non è più pesante di quello che uno può caricarsi addosso e correre", qualcuno potrebbe rispondere: "Prego, corri tu, ma bada bene che il peso col quale corri sia proprio lo stesso di cui si parla; non discutiamo, certo, sulla facilità di correre col vento a favore».
D'altronde l'ultima generazione ha «il vantaggio della facilità, ma appena scopre che questa facilità è l'equivoco che fa nascere la difficoltà, questa sarà l'equivalente della difficoltà dello spavento e lo spavento l'afferrerà con la stessa brutalità della prima generazione dei discepoli secondari»
2. Il problema del discepolo di seconda mano
Prima di affrontare il tema sul problema del discepolo di seconda mano, Kierkegaard invita il lettore a soffermarsi su «un paio di osservazioni orientative» che trattano tre diversi tipi di "fatti": "fatto storico", "fatto eterno" e "fatto assoluto"
a) «Se quel fatto viene visto come un semplice fatto storico», l'essere contemporaneo è in effetti un vantaggio perché «si è più vicino possibile» o «perché si può contare sulla attendibilità dei contemporanei». Ma, osserva il filosofo, «ogni fatto storico è soltanto un fatto relativo e si capisce, quindi, che la potenza relativa, il tempo, decida il destino relativo degli uomini, riguardo alla contemporaneità; nulla di più», per cui tranciante osserva: «solo puerilità o stupidità potrebbero innalzarlo al valore di assoluto».
b) «Se quel fatto è un fatto eterno, allora ogni epoca gli è equidistante ma non, si badi bene, nella fede, perché la fede e la realtà storica si corrispondono perfettamente» per cui osserva Kierkegaard «quindi, ricorro a una espressione linguistica non proprio corretta, quando uso l'espressione: fatto che si riferisce alla realtà storica». In una nota dell'opera infatti il filosofo spiega che «le categorie filosofiche non sono adeguate alla realtà cristiana».
c) «Se quel fatto è un fatto assoluto o, per essere più precisi, è ciò che abbiamo esposto, allora è una contraddizione che il tempo [e quindi discepoli al tempo di Gesù o discepoli contemporanei nel tempo in cui viviamo] debba poter misurare il rapporto che gli uomini hanno con esso, cioè graduarlo in senso decisivo». Infatti il filosofo spiega: «Perché, ciò che si può graduare essenzialmente col tempo, eo ipso non è l'Assoluto altrimenti ne seguirebbe che l'Assoluto stesso sarebbe un casus della vita, uno status in relazione a un altro mentre esso, benché declinabile in tutti i casibus della vita, è sempre lo stesso e, in costante rapporto con l'altro, rimane sempre tuttavia status absolutus»
Dopo queste premesse, Kierkegaard esordisce con l'asserzione: «il fatto assoluto è nello stesso tempo, storico», e infatti spiega che proprio perché il fatto assoluto è un fatto storico, come tale è «oggetto di fede». «Con ciò bisogna certamente accentuare il fatto storico ma non in modo che diventi assolutamente decisivo per gli individui, altrimenti staremmo nel caso a) (anche se questo, così concepito, sarebbe una contraddizione perché un semplice fatto storico non è un fatto assoluto e non è in grado di determinare alcuna decisione assoluta); però neppure si può rimuovere la realtà storica, altrimenti avremmo solo un fatto eterno».
Quindi nella realtà storica il contemporaneo trova l'occasione di diventare discepolo «ricevendo da Dio stesso la condizione (altrimenti parleremmo in modo socratico)» La conseguenza è che il racconto dei contemporanei, ad avviso di Kierkegaard, diventa per tutti coloro che vengono dopo, «l'occasione per diventare discepolo, si noti bene: ricevendo da Dio la condizione. Cominciamo. Riceve da Dio stesso la condizione colui che, mediante la condizione, diventa discepolo»
Quindi Kierkegaard tira le sue conclusioni definitive sul "discepolo di seconda mano" scrivendo:
«Se le cose stanno così (e lo abbiamo sviluppato ampiamente in precedenza quando si è dimostrato che la contemporaneità immediata è solo l'occasione ma, si noti bene, non in modo che la condizione fosse di per sé implicata in ciò che è stato occasionato), c'è ancora modo di porre quel problema del discepolo di seconda mano? Perché, chi ha quello che ha da Dio stesso, chiaramente lo ha di prima mano e chi non lo ha da Dio stesso non è discepolo».
A questo punto Kierkegaard fa una supposizione che alla fine giudica insensata: Supponiamo «che la generazione contemporanea dei discepoli abbia ricevuto da Dio la condizione, e che le generazioni successive debbano ricevere la condizione da questi contemporanei; che ne seguirebbe?». Semplice osserva Kierkegaard, «si prenderebbe in considerazione quel racconto dei contemporanei come se fosse questo l'oggetto della decisione» con la conseguenza che se fosse il contemporaneo a dare la condizione a chi viene dopo, «questi dovrebbero credere in lui» divenendo oggetto di fede, «perché colui dal quale uno riceve la condizione, egli stesso è eo ipso oggetto di fede e Dio». Supposizione osserva Kierkegaard non percorribile.
Ma c'è un'altra di supposizione, quella che chi viene dopo, riceva da Dio anche la condizione, in questo caso «si ripresenta nuovamente la condizione socratica ma, attenzione!, all'interno della totale differenza (in quanto nessuno deve alcunché ad alcuno, ma socraticamente, tutto a se stesso e, cristianamente a Dio) costituita da quel fatto e dal rapporto del singolo (contemporaneo o posteriore) con Dio». Anche questa insensatezza, è impensabile se non «che ricercando quel fatto o dal rapporto del singolo con Dio che non può essere pensato. La nostra supposizione ipotetica di quel fatto o del rapporto del singolo con Dio non contiene alcuna contraddizione e il pensiero può così occuparsene come della cosa più strana di tutte. Quella insensata conseguenza, invece, contiene un'autocontraddizione che non si accontenta di stabilire un'assurdità che è la nostra supposizione ipotetica, ma all'interno di questa assurdità non produce un'autocontraddizione che Dio è Dio per il contemporaneo e che questi, a sua volta sia Dio per un terzo»
Ecco che il nostro progetto, osserva il filosofo enunciando un punto cardine della sua filosofia, è andato al di là di Socrate, «soltanto in quanto abbiamo messo Dio in rapporto con il singolo, ma chi si azzarderebbe ad avvicinarsi a socrate con una tale chiacchiera che un uomo sia Dio rispetto ad un altro uomo? No, come un uomo si rapporta a un altro, Socrate lo ha capito con un coraggio eroico che ha proprio bisogno di intrepidezza per essere capito. Eppure, si tratta di arrivare alla stessa comprensione all'interno di questo schema che abbiamo supposto che un uomo in quanto credente, non deve nulla a nessuno, ma tutto a Dio» Certo questa comprensione ammette Kierkegaard non è facile, non è facile conoscerla «(perché capirlo una volta per tutte senza pensare alle concrete obiezioni, cioè immaginarsi di averlo capito, non è difficile) lo si vede senza alcuna difficoltà; e colui che vuole cominciare ad esercitarsi in questa comprensione, certamente avrà modo di cadere abbastanza spesso in malintesi e, se vuole mettersi in contatto con gli altri, bisogna che faccia molta attenzione»
Capito questo ragionamento, ad avviso di Kierkegaard si capisce anche che non si può parlare di un discepolo di seconda mano «perché il credente (e soltanto lui, infatti, è il discepolo) ha sempre l'autopsia della fede, non vede con gli occhi degli altri, vede solo la stessa cosa che vede ogni credente: con gli occhi della fede.»
E il contemporaneo? Non deve davvero avere nessuna influenza con "chi viene dopo"? Kierkegaard sviluppa a questo punto due punti basati su altrettante domanda a cui dà risposta:
- Che cosa può fare, dunque, il contemporaneo per chi viene dopo?

a) Deve raccontare a chi viene dopo «che lui stesso ha creduto a quel fatto e questa non è in alcun modo una comunicazione vera e propria (con questo si dice che non si dà alcuna comunicazione immediata e che il fatto è basato su una contraddizione) ma soltanto un'occasione. Quando, infattim dico è accaduto questo o quest'altro, il mio racconto è storico; ma quando dico: "Io credo e ho creduto che questo è accaduto, benché ciò sia per la ragione una follia e per il cuore uomano uno scandalo " con ciò stesso io ho fatto proprio tutto per impedire che ogni altro si determini in continuità immediata con me, per evitarmi ogni compagnia perché ciascuno per conto suo deve esattamente comportarsi allo stesso modo»

b) Quindi può «in questo modo raccontare il contenuto del fatto, contenuto che, in realtà è solo per la fede, nello stesso senso dei colori che sono solo per la vista e del suono per l'udito. Può farlo in questo modo; in ogni altro modo egli parlerebbe solo al vento e potrebbe forse indurre chi viene dopo a determinarsi in continuità con le chiacchiere».
- In che senso la credibiltà del contemporaneo può interessare chi viene dopo?

Non se ha avuto fede veramente, come avrà senza dubbio testimoniato di se stesso. Non è un argomento che riguarda chi viene dopo, osserva il filosofo, infatti non l'aiuta, non l'ostacola perché questi creda, non gli interessa. «Solo colui che riceve personalmente da Dio la condizione (che corrisponde esattamente a ciò che si esige dall'uomo, di rinunciare alla propria ragione, e che, d'altra parte è l'unica autorità che corrisponde alla fede), egli solo crede. Se vorrà credere (cioè, illudersi di credere) per il fatto che molti intellettuali della montagna hanno creduto (cioè hanno detto di credere; perché di più uno non può controllare un altro, anche se questi, a causa della fede, sopportasse, sostenesse, soffrisse tutto»
Ma può forse la fede essere edificata sulla realtà storica? Assolutamente no risponde Kierkegaard «Se il fatto di cui parliamo fpsse un semplice fatto storico, la precisione dello storico sarebbe molto importante. Ma non è il caso nostro, perché neppure dal più raffinato dettaglio si può distillare la fede. La realtà storica che Dio è esistito in forma umana è la cosa principale, ogni altro dettaglio storico non ha neppure l'importanza che potrebbe avere se , anziché di Dio, si parlasse di un uomo»
Quindi l'enunciato della filosofia kikegaardiana su questo importante tema è così riassunto:

(S. Kierkegaard)
Quindi la conclusione è che non esiste un discepolo di seconda mano. «Da un punto di vista essenziale, il primo e l'ultimo sono uguali, solo che la generazione successiva ha nel resoconto di quella contemporanea l'occasione, mentre la contemporanea ce l'ha nella sua contemporaneità immediata e per questo non deve nulla ad alcuna generazione»
In conclusione il filosofo cristiano termina la sua opera asserendo che è Dio stesso che riconcilia, dando a tutti i viventi di ogni generazione la possibilità di riconciliarsi con Lui. Dio non lascia alla potenza del tempo che decida per il singolo e cioè «per ogni uomo di ogni tempo e di ogni luogo».

## Edizioni
- Philosophiske Smuler eller En Smule Philosophie, di Johannes Climacus, 1844
- Briciole di filosofia, a cura di Cornelio Fabro, Zanichelli, Milano 1962
- Briciole filosofiche, a cura di Salvatore Spera, Queriniana, Brescia 1987, ISBN 88-399-0669-X ISBN 978-88-399-0669-4
- Briciole filosofiche, ovvero un poco di filosofia, a cura di Umberto Regina, Morcelliana, Torino 2012, ISBN 978-88-372-2568-1